# 重庆市长寿中学校
26°28′14″N 112°52′15″E / 26.470573°N 112.870789°E
重庆市长寿中学校，简称为长寿中学或长中。长寿中学位于重庆市长寿区渡舟镇桃花街，为重庆市重点中学。重庆市长寿中学创办于1904年，1982年经原四川省人民政府批准为首批办好的重点中学，1997年重庆直辖后，被确认为重庆市首批38所重点中学之一。2006年，学校搬迁至桃花新城，新校总投资2亿元，占地317亩，建筑面积9.2万平方米。 

## 历史沿革
重庆市长寿中学建校于1904年。由时间任长寿知县唐我圻在“凤山书院”的基础上倡导创办，选址为长寿县城东面的林庄坝，当时命名为“长寿县立高等小学堂”。

## 师资力量
截至2013年7月10日重庆市长寿中学正式教职工439名；其中：有研究员1名，特级教师2名，高级教师95名，一级教师188名，重庆市先进工作者1名，重庆市骨干校长1名，市级骨干教师17名及一大批市区级名师和学科带头人。

## 教学设施
重庆市长寿中学拥有一流的现代教育技术设施，建有校园网、微机室、语言室、学术报告厅和闭路电视系统、办公信息管理系统、多媒体教学系统。学校新修建了教学大楼、实验大楼、逸夫科技楼、学生公寓、教工宿舍大楼和标准的田径场。

## 办学思路
重庆市长寿中学建校一百多年来，学校积淀了厚重的历史文化底蕴，形成了“济时为民”的革命传统，踏实刻苦的学习传统，勇于拼搏的体育传统，铸就了“勤学、养德”的校训，确立了“为每一个学生自主发展奠基”的办学理念和“团结、拼搏、求实、奉献”的长中精神。打造了 “品德自育、为人自强、交往自律、生活自理、学习自主”的“五自”教育特色，形成了“文明、勤奋、求真、守纪”的校风；“博学、善教、严谨、爱生”的教风和“踏实、刻苦、好学、进取”的学风。

## 学校发展
重庆市长寿中学坚持全面实施素质教育，关注学生的全面发展，重视学生的能力培养。学校紧紧围绕 “五自”教育特色，努力践行“育人为首，教在其中，育教结合，塑造灵魂”的教育思路，深入学习实践科学发展观，推动了学校的优质和谐发展，学校管理科学规范，教育教学严谨高效，校园环境安全明净，师生精神面貌良好，文化品位不断提升，信息化建设卓有成效，生态校园的氛围初步形成，办学特色更加鲜明突出。

## 荣获称号
重庆市直辖以来，长寿中学先后获得了重庆市重点中学、重庆市文明单位、重庆市园林式单位、重庆市绿色学校、重庆市德育示范学校、重庆市文明礼仪示范学校、重庆市依法治校示范学校、重庆市领雁工程示范校、重庆市平安校园、全国先进体育传统项目学校、重庆市教育科研实验基地、全国现代教育技术实验学校、重庆市教育科研先进单位、重庆市艺术教育示范校等荣誉称号。

## 扩展阅读
- 重庆市长寿中学简介